# Grotte de Nsalu
La grotte de Nsalu est une large grotte semi-circulaire qui se trouve sur la colline de Nsalu, dans le district de Serenje, à environ 30 km au nord de Kanona, en Zambie. La grotte s'ouvre à 50 m au-dessus du plateau environnant. Elle est célèbre pour ses peintures rupestres représentant des figures abstraites.

## Historique
Des fouilles ont été réalisées par John Desmond Clark en 1949.

## Chronologie
La grotte de Nsalu a été occupée pendant au moins 20 000 ans, du Paléolithique supérieur jusqu'à l'Âge du fer.

## Peintures rupestres
Les peintures les plus anciennes sont en jaune et comportent des lignes parallèles, des cercles et des boucles. Elles sont surmontées d'une large ligne jaune. Les peintures plus tardives sont de couleur rouille, rouge ou gris blanc.
La datation de ces peintures est incertaine. Les plus anciennes pourraient avoir plus de 12 000 ans.

## Protection
Le site est classé monument national, mais il a subi des dégradations.